# Oedipina uniformis
Oedipina uniformis är en groddjursart som beskrevs av Wilhelm Moritz Keferstein 1868. Oedipina uniformis ingår i släktet Oedipina och familjen lunglösa salamandrar. IUCN kategoriserar arten globalt som nära hotad. Inga underarter finns listade i Catalogue of Life.